# After Zero
After Zero (englisch für Nach Null) ist eine Science-Fiction-Kurzgeschichte des australischen Schriftstellers Greg Egan. Diese beschreibt die Bemühungen zur Eindämmung des Klimawandels sowohl aus wissenschaftlicher als auch soziologischer Perspektive. Die Kurzgeschichte erschien in der Anthologie Phase Change: New SF Energies bearbeitet von Matthew Chrulew im Jahr 2022 sowie in der Sammlung Sleep and the Soul im Jahr 2023. Crisis Actors, eine andere Kurzgeschichte der Sammlung, beschäftigt sich ebenfalls mit dem Klimawandel.

## Handlung
Im Jahr 2060 verfolgt Latifa (ebenfalls die Protagonistin von Zero for Conduct) ein Projekt zum Bau eines plasmabetriebenen Streugerätes im ersten Lagrange-Punkt zwischen Erde und Sonne. Dieses soll die Menge an Sonnenlicht reduzieren, welches die Erde erreicht, und ihre rekordbrechenden Temperaturen inmitten der Klimakrise reduzieren. Ihr Projekt muss sich gegen ein als Time Portal (englisch für Zeitportal) bekanntes Projekt durchsetzen, welches vier Menschen zur Änderung der Geschichte mithilfe eines (durch die Kerr-Metrik beschriebenen) rotierenden und dadurch die Raumzeit mitziehenden Ringes in die Vergangenheit schicken will. Obwohl dieses Projekt kompletter Unsinn ist, erhält es etwa doppelt so viele Stimmen. Im Jahr 2072 kann Latifa stolz auf ihr vollendetes Projekt blicken, auch wenn sie ihrem Enkel erklärt, dass das Gerät nicht wirklich am Himmel zu sehen ist.

## Kritik
Russell Letson schreibt im Locus Magazine, dass die Kurzgeschichte ein weiteres technisches Verfahren („another engineering procedural“) thematisiert und diese Prozedur der harten Science-Fiction mit genialen und ungewöhnlichen Ingenieursleistungen („hard-SF procedural built on ingenious and unlikely engineering efforts“) ein bekanntes Muster von Greg Egan sei („another familiar Egan pattern“). Zudem sei die Kurzgeschichte eine Geschichte ähnlich zu The Man Who Sold the Moon, welche sich über Jahrzehnte ausbreitet („a kind of The Man Who Sold the Moon scenario, extending over decades“) und thematisiere ein schreckliches („dire“) Problem.